# Arunachal Congress
Arunachal Congress är ett regionalt politiskt parti i den indiska delstaten Arunachal Pradesh. AC bildades i september 1996 som en utbrytning ur Kongresspartiet, när den lokala partiledaren och chefsministern i delstaten Gegong Apang bröt med den dåvarande kongressledaren P.V. Narasimha Rao. Apang tog med sig 54 ledamöter i delstatsförsamlingen (av totalt 60) till sitt nya parti. I valet till Lok Sabha 1998 vann AC båda mandaten från Arunachal Pradesh. Partiet fick då 172 496 röster (52,47% av rösterna i delstaten). AC allierade sig med Bharatiya Janata Party och var med och grundade National Democratic Alliance. Gegong Apangs son, som hade valts från valkretsen Arunachal West, blev minister i NDA-regeringen.
Men AC:s framgång kom att bli mycket kortvarig. Redan direkt efter valet 1998 spreds en revolt inom partiet. Wangcha Rajkumar, som valts till Lok Sabha från Arunachal East både 1996 och 1998, ansåg att Apang gjort sig skyldig till nepotism när hans son utsetts till minister. Fem ministrar i delstatsregeringen som tagit Rajkumars parti blev avskedade av Apang. En av exministrarna, Mukut Mithi, bröt då med AC och bildade Arunachal Congress (Mithi). AC(M) lyckades samla 40 mandat i delstatsförsamlingen och Mithi bildade regering. Inledningsvis stödde både AC och AC(M) Atal Bihari Vajpayees regering, men då Rajkumar inte fick någon ministerpost ändå så gick AC(M) senare samman med Kongresspartiet strax innan valet 1999.
I valet till Lok Sabha 1999 ställde AC upp i allians med BJP. Omok Apang ställde upp i Arunachal West (kom på andraplats med 70 760 röster, 30,07% i den valkretsen). I Arunachal East besegrade Rajkumar (nu tillbaka i Kongresspartiet) BJP:s kandidat. En anledning till att valresultat blev så dåligt var att flera väpnade grupper (framförallt det mäktiga National Socialist Council of Nagaland) i området tagit parti mot AC-BJP-alliansen.
Ännu sämre gick det i delstatsvalen samma år. AC lanserade 38 kandidater, men man vann bara ett mandat (Gegong Apang). Totalt fick 68 645 röster (16,68% av rösterna i delstaten).
Inför valet till Lok Sabha 2004 hade den politiska kartan i Arunachal Pradesh ritats om ännu en gång. 25 juli 2003 uppstod en ny brytning inom Kongresspartiet och ett nytt parti, Congress (Dolo) bildades. Apang bildade en front kallad United Democratic Front bestående av honom själv, Congress (D), en utesluten kongressledamot och två oberoende ledamöter. Totalt lyckades Apang samla 41 ledamöter utöver sig själv bakom sig och den 3 augusti svors Apang återigen in som Arunachal Pradeshs chefsminister. Den 30 augusti gick Gegong Apang över till BJP och han tog med sig sina 41 anhängare. Därmed och den första BJP-regeringen i nordöstra Indien hade bildats. 
Arunachal Congress kom dock att leva vidare som parti efter det att grundaren Apang gått med i BJP.
Inför valet 2004 talade AC om att utlysa bojkott, som en protest mot att Chakma- och Hajongflyktingar fått rösträtt i delstaten. I slutändan deltog man dock, denna gång i allians med Kongresspartiet. AC hade lanserat sin nya partiordförande Karmen Ringu. Ringu kom på andraplats och fick 76 527 röster (34,54% i den valkretsen). I Arunachal East hade Kongresspartiet en kandidat, som kom på andraplats.
Partiets styrelse heter Arunachal Congress Working Committee (ACWC).
Organisationen Arunachal Congress Volunteer Force är troligtvis knutet till partiet.